# Talara (djur)
Talara är ett släkte av fjärilar. Talara ingår i familjen björnspinnare.

## Dottertaxa tillTalara, i alfabetisk ordning[1]
- Talara aenia
- Talara albipars
- Talara alborosea
- Talara barema
- Talara bicolor
- Talara bombycia
- Talara brunnescens
- Talara cara
- Talara chionophaea
- Talara cinerea
- Talara coccinea
- Talara decepta
- Talara dilutior
- Talara ditis
- Talara diversa
- Talara grisea
- Talara guyanae
- Talara hoffmanni
- Talara ignibasis
- Talara lepida
- Talara leucocera
- Talara leucophaea
- Talara megaspila
- Talara melanosticta
- Talara mesospila
- Talara miniata
- Talara minynthadia
- Talara mona
- Talara muricolor
- Talara nigrivertex
- Talara nigroplagiata
- Talara niveata
- Talara ornata
- Talara phaeella
- Talara proxima
- Talara rubida
- Talara rufa
- Talara rufibasis
- Talara rugipennis
- Talara semiflava
- Talara simulatrix
- Talara subcoccinea
- Talara suffusa
- Talara synnephala
- Talara thea
- Talara thiaucourti
- Talara togata
- Talara tristis
- Talara unimoda
- Talara violaceogriseus
- Talara violescens